# John Smith (explorador)
John Smith (Willoughby, Lincolnshire, 9 de enero de 1580 - Londres, 21 de junio de 1631) fue un soldado, esclavo, marino y autor inglés. Es generalmente reconocido por establecer el primer asentamiento británico en Norteamérica, Jamestown, y por su supuesta vinculación con la nativa Pocahontas.

## Biografía
John Smith fue bautizado en Willoughby, próximo a Alford, Lincolnshire, donde sus padres vivían como inquilinos en una granja.
Abandonó su casa a los dieciséis años, después de que muriera su padre, y abrió camino hacia el mar. Sirvió de mercenario en el ejército del rey Enrique IV de Francia contra los españoles, y más adelante se enfrentó al Imperio otomano, donde fue tomado como prisionero y logró huir satisfactoriamente.
Fue promovido a capitán mientras peleaba por los Habsburgo en Hungría, en la campaña de Mihai Viteazul entre 1600-1601. Tras el fallecimiento de Mihai Viteazul, luchó para Radu Șerban en Valaquia contra Ieremia Movilă, pero en 1602 fue herido, capturado, y, desnudo y con un anillo de hierro remachado alrededor del cuello, vendido en un mercado de esclavos; en esclavitud estuvo en Varna (Bulgaria) y en Constantinopla.  Smith sostiene que los turcos lo usaron como regalo para la novia de uno de los soldados del ejército, quien se enamoró de él y colaboró en su escape. A partir de ese entonces, este aventurero viajaría a través de Europa y el norte de África, regresando a Inglaterra en 1604.

### La colonia de Virginia
En 1606, Smith se sumó a los planes de colonizar Virginia de la Compañía de Virginia de Londres, una compañía privilegiada garantizada por Jacobo I el 10 de abril de 1606. La expedición, con unos 104 hombres, zarpó el 20 de diciembre de ese mismo año en tres barcos pequeños, el Susan Constant, el Godspeed y el Discovery.
Aparentemente, John causó problemas durante el viaje, y el capitán Christopher Newport (a cargo de las tres embarcaciones) habría planeado su ejecución a su llegada al Nuevo Mundo, esto sucedió aproximadamente cuando la expedición hizo escala en las Islas Canarias para reaprovisionamiento de agua y víveres. Smith estuvo bajo arresto la mayor parte del viaje.
No obstante, al primer arribo sobre lo que es hoy el cabo Henry, en abril de 1607, hubo un debate y designaron a Smith como uno de los líderes de la nueva colonia, y forzaron a Newport a respetarle. Tras la búsqueda de un sitio adecuado, el 13 de mayo de 1607, los colonos se establecieron en Jamestown (primer asentamiento británico en América, llamado así en honor al rey que en ese momento imperaba en Inglaterra y patrocinaba la empresa).
Las durezas del clima, la falta de agua y los ataques de tribus algonquinas nativoamericanas destruyeron a casi todo el predio. Hacia fines de 1607, Smith fue tomado como rehén por los aborígenes de la zona, y llevado a conocer al jefe Powhatan en Werowocomoco, la villa principal de la Confederación algonquina, a unos veinte kilómetros al norte de Jamestown, en la ribera septentrional del río York. A pesar de temer por su vida, Smith fue finalmente liberado sin daño alguno, atribuyendo más tarde su suerte a la hija del jefe amerindio, Pocahontas, que tendría entre once y trece años de edad en aquel momento. Al parecer, ella se habría lanzado sobre Smith para evitar su ejecución.
Una importante incertidumbre surgió en la década de 1860, sobre si habría sido rescatado por Pocahontas, como él afirmaba en su historia. Las dudas se han solidificado y se han vuelto la vista común de John Smith en su anécdota con la india algonquina. Sin embargo, la validez de la narrativa de Smith, solo ha sido recientemente examinada por diversos académico[¿quién?] que concluye en que la obra de este colono debe ser considerada como plagio oportunista. La simple evidencia de que cuando llegaron los ingleses a la Florida, las tribus autóctonas llevaban más de 100 años interactuando con los españoles.
Más tarde, Smith dejó Jamestown para explorar la región de la bahía de Chesapeake, y buscar alimentos, cubriendo un área aproximada de 5000 km². Fue finalmente elegido presidente del consejo local en septiembre de 1608 e instituyó una política de disciplina, incentivando la actividad agrícola con su sermón: «El que no trabaje, no comerá».
El establecimiento creció con su liderazgo. Durante este período, Smith tomó como rehén al jefe de la nación circundante y, según sus mismas palabras, tomó «al homicida Opechancanough... por el largo mechón de su cabeza, y con mi pistola en su pecho, le saqué [de su casa] entre sus numerosos guerreros, y antes de que partiéramos le hicimos [aceptar] llenar nuestra barca con veinte toneladas de maíz». Un año después se inició una guerra a gran escala entre los powhatans y los colonos de Virginia. Smith fue seriamente herido por una quemadura de pólvora y debió regresar a Inglaterra para recibir tratamiento en octubre de 1609, sin retornar nunca más a la colonia.

### Nueva Inglaterra

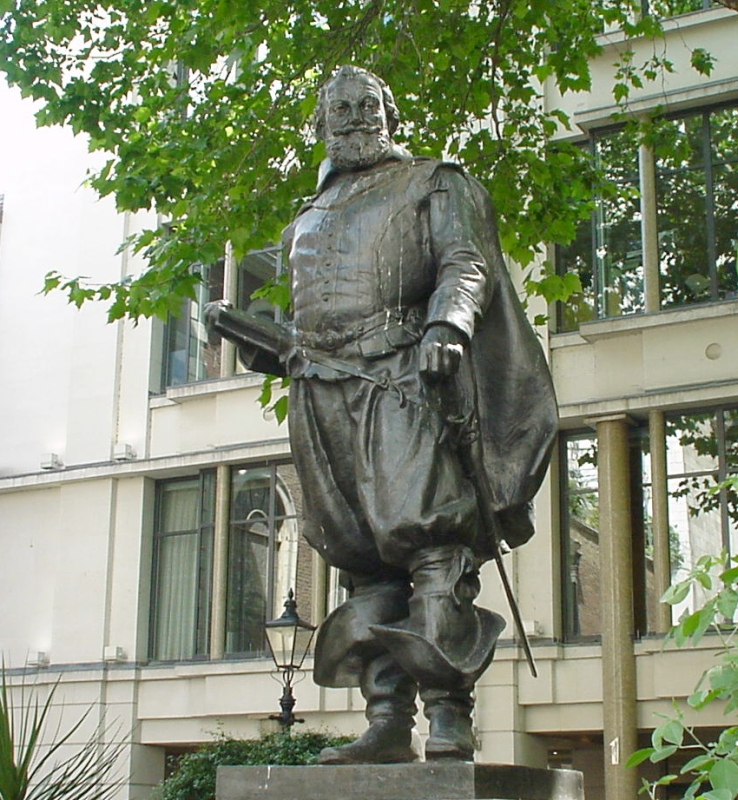
Estatua de John Smith en Londres (Inglaterra)

En 1614, Smith vuelve al Nuevo Mundo en un viaje a Maine y a la Bahía de Massachusetts, a la que llamó Nueva Inglaterra. Dedicó el resto de su vida a escribir libros, hasta su muerte en 1631 a la edad de cincuenta y un años.
Fue enterrado en 1633 en el pasillo sur de la Iglesia del Santo Sepulcro (St Sepulchre-without-Newgate), en Holborn Viaduct, Londres. La iglesia es el templo parroquial más grande de la ciudad de Londres, que data de 1137. La ubicación exacta de su tumba se perdió en el Gran Incendio de Londres. En esta iglesia, Smith es conmemorado en una vidriera en la pared sur.

## Relación con la historia del español Juan Ortiz
Muchos estudios han especulado que la historia de John Smith de ser salvado de la muerte a manos de Powhatan por su hija Pocahontas se inspiró en la historia del marinero español Juan Ortiz, cautivo durante once años por tribus indígenas (desde 1528 hasta que en 1539 le rescató la expedición de Hernando de Soto) y salvado por la hija del jefe Uzita de la ejecución tras su captura. La traducción de Richard Hakluyt al inglés de Una narración de la expedición de Hernando de Soto a la Florida por el Señor de Elvas fue publicada en Londres en 1609, varios años antes de que John Smith publicara su relato de ser salvado por Pocahontas.

## John Smith en el cine
- John Smith es uno de los personajes principales en la película de animación de Disney Pocahontas, en la cual Mel Gibson hace su voz, y en su secuela Pocahontas II: Viaje a un Nuevo Mundo, en la que el actor es reemplazado por su hermano menor, Donal Gibson.

- Smith y Pocahontas son asimismo personajes centrales en la película de Terrence Malick El nuevo mundo, en la que es retratado por Colin Farrell.